# Miguel Nicolás de Mena
Miguel Nicolás de Mena teniente de gobernador y capitán general de las Provincias de Sonora y Sinaloa, ejerció el comando en 1734 y 1740, mientras el coronel Manuel Bernal de Huidobro tomó la dirección de las operaciones militares en contra de las tribus rebeldes. Se manejó con torpeza durante la rebelión de los yaquis, a la que tuvo que hacer frente mientras llegaba con refuerzos el gobernador propietario.